# Куллам, Ильмар Августович
Ильмар Августович Куллам (эст. Ilmar Kullam, 15 июня 1922, Тарту, Эстония — 2 ноября 2011, там же) — советский баскетболист и тренер, серебряный призёр Олимпийских игр в Хельсинки (1952). Мастер спорта СССР (1947). Заслуженный мастер спорта СССР (1951), заслуженный тренер СССР (1965).

## Биография
В составе сборной СССР завоевал серебряные медали летней Олимпиады в Хельсинки (1952), трёхкратный чемпион Европы (1947, 1951, 1953), чемпион Всемирных студенческих игр (1949, 1951).
По завершении карьеры игрока — главный тренер таллинской команды «Калев» (1960—1975).
Награждён орденом Трудового Красного Знамени.
В 2010 году был введён в Зал баскетбольной славы Эстонии. Награждён орденом Белой звезды V класса (1997).